# Кінзбурська Вікторія Олександрівна
Вікторія Олександрівна Кінзбурська (нар. 23 жовтня 1980, м. Харків) — український державний службовець, політик. Народний депутат України 9-го скликання.

## Життєпис
Вікторія Кінзбурська народилася 23 жовтня 1980 року у місті Харків, Україна.
Закінчила Національну юридичну академію імені Ярослава Мудрого. У 2008 році отримала свідоцтво на право займатися адвокатською діяльністю.
З 2017 до 2019 року — завідувачка сектору правової роботи департаменту Державної архітектурно-будівельної інспекції в Харківській області.
У 2017 році короткий час працювала у Департаменті соціального захисту Харківської ОДА, до 2017 року була головною спеціалісткою-юрисконсульткою відділу правового забезпечення Департаменту територіального контролю Харківської міської ради.
Кандидат у народні депутати від партії «Слуга народу» на парламентських виборах 2019 року (виборчий округ № 171, Немишлянський район, частина Індустріального, частина Слобідського районів м. Харкова). 
Проживає в м. Харкові.
Член Комітету Верховної Ради з питань фінансів, податкової та митної політики.
Член Міжфракційного депутатського об’єднання «Національні спільноти».

## Особисте життя
Чоловік — Ігор Геннадійович Кінзбурський, бізнесмен. Подружжя має дочку Елеонору.